# Ждыня (приток Полы)
Ждыня (Жиденя) — река в России, протекает по Марёвскому району Новгородской области. У истока река течёт на северо-запад, примерно через 2 км поворачивает на северо-восток, примерно за километр до устья поворачивает на юго-восток. Устье реки находится в 206 км от устья реки Полы по левому берегу. Длина реки составляет 19 км.
По берегам реки расположены нежилые деревни: Выставка, Белянкино, Гвоздово, Перерытица

## Данные водного реестра
По данным государственного водного реестра России относится к Балтийскому бассейновому округу, водохозяйственный участок реки — Ловать и Пола, речной подбассейн реки — Волхов. Относится к речному бассейну реки Нева (включая бассейны рек Онежского и Ладожского озера).
Код объекта в государственном водном реестре — 01040200312102000021878.